# A Elevação da Cruz (Rubens)
A Elevação da Cruz (também chamada de O Levante da Cruz) é o nome de duas pinturas, um tríptico muito grande em óleo sobre painel e um óleo sobre papel muito menor. Ambas as peças foram pintadas pelo artista flamengo Peter Paul Rubens em Antuérpia, Bélgica, a original em 1610 e a última em 1638. O original é um retábulo alado, com a parte externa das asas articuladas também pintada. Estes podem ser dobrados sobre o painel central, dando uma "visão aberta" e uma "visão fechada".